# Synchaeta tremula
Synchaeta tremula är en hjuldjursart som först beskrevs av Müller 1786.  Synchaeta tremula ingår i släktet Synchaeta och familjen Synchaetidae. Arten är reproducerande i Sverige. Inga underarter finns listade i Catalogue of Life.